# Пялькъярви (озеро)
Пя́лькъя́рви (фин. Pälkjärvi) — озеро в юго-западной части Республики Карелия.

## Общие сведения
Площадь озера — 9,3 км², площадь водосборного бассейна — 43,8 км².
Форма озера лопастная, вытянутая с юго-востока на северо-запад. Острова на озере отсутствуют. Берега каменисто-песчаные, частично заболоченные. Озеро соединено короткой протокой с рекой Тохмайоки.
Рыбы: сиг, ряпушка, корюшка, щука, плотва, лещ, налим, окунь, ёрш.
Вдоль западного берега проходит железнодорожная линия Маткаселькя — Вяртсиля. С севера и востока озеро огибает автомобильная дорога местного значения 86К-333 («Пуйккола — Партала»), с юго-востока — трасса А121 («подъезд к МАПП „Вяртсиля“».
На западном берегу озера расположен посёлок Партала, на восточном — посёлок Пуйккола.
Код водного объекта в государственном водном реестре — 01040300211102000013193.